# 馬克·普里斯克

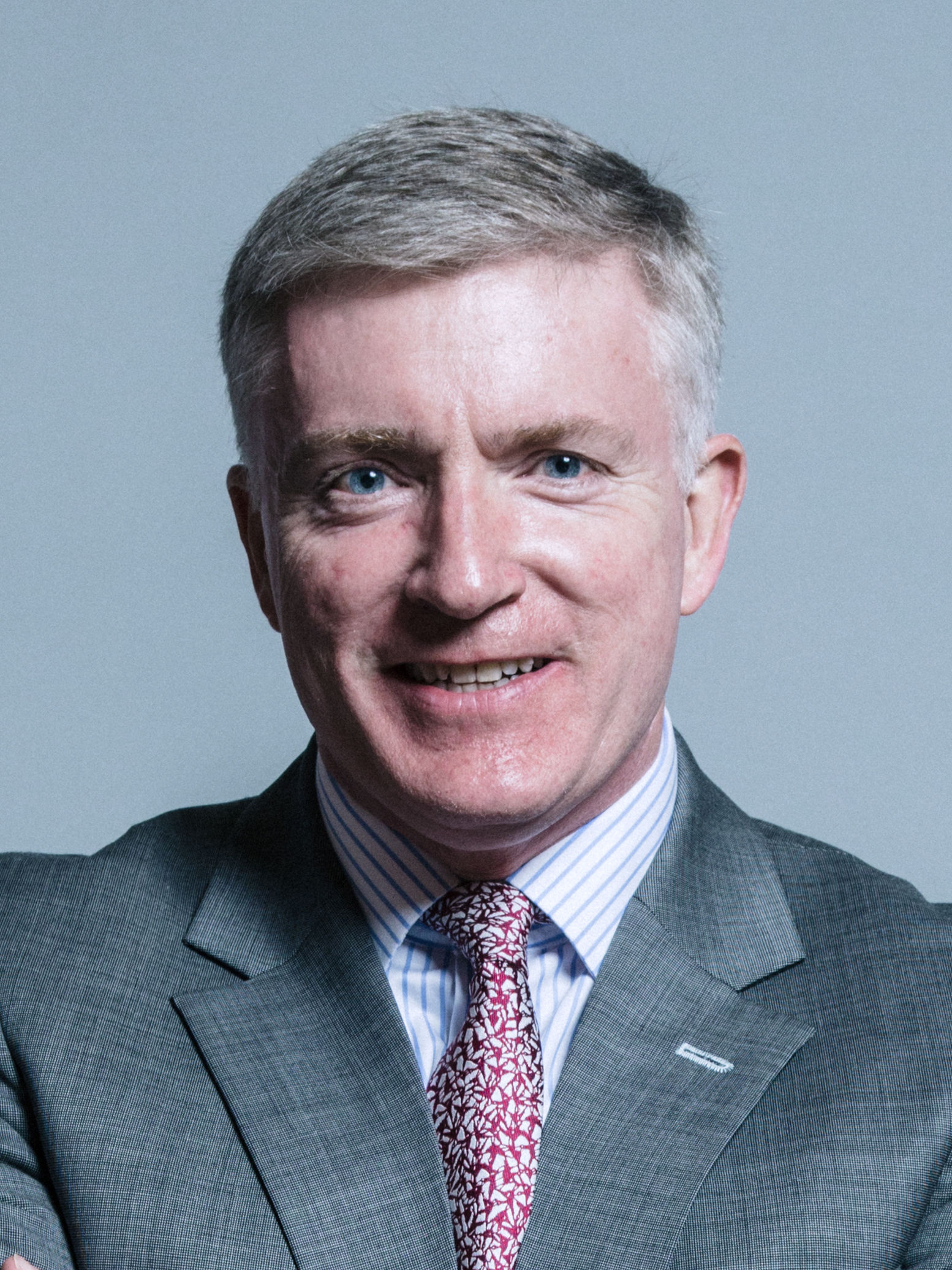

馬克·普里斯克（英語：Mark Prisk，1962年6月12日—）是一位英格蘭政治人物，他的黨籍是保守黨。自2001年開始，他擔任赫特福德和斯托福德選區選出的英國下議院議員。他曾擔任英國社區和地方政府大臣。